# Давидович Белла Михайлівна
Белла Михайлівна Давидович (́нар.. 16 липня 1928, Баку) — радянська та американська піаністка і музична педагогиня, одна з найкращих інтерпретаторів музики Фредерика Шопена, Заслужена артистка РРФСР (1972).

## Біографія
Белла Давидович народилася в єврейській родині хірурга, заслуженого лікаря Азербайджанської РСР Михайла Наумовича Давидовича і заслуженої артистки Азербайджанської РСР, концертмейстера Азербайджанського державного театру опери та балету імені М. Ф. Ахундова Люсі Ісааківни Ратнер. Дід — заслужений артист Азербайджанської РСР, концертмейстер Театру опери та балету Ісаак Абрамович Ратнер. Почала займатися на фортепіано у віці шести років, і вже через три роки вперше виступила в Баку, виконавши Перший концерт Людвіга ван Бетховена. Белла Давидович — випускниця школи для обдарованих дітей при Азербайджанській державній консерваторії імені Гаджибекова. У старших класах займалася у піаністки і педагогині А. С. Барон. У 1947—1954 роках навчалася у Московській консерваторії спочатку у Костянтина Ігумнова, а потім у Якова Флієра. Ще студенткою Давидович у 1949 році здобула блискучу перемогу на четвертому Міжнародному конкурсі піаністів імені Шопена у Варшаві (розділивши першу премію з Галиною Черні-Стефанською), поклавши початок концертної кар'єри. Регулярно виступаючи протягом багатьох років з оркестром Ленінградської філармонії, піаністка здобула славу однієї з кращих виконавиць у Радянському Союзі і незабаром стала однією з найбільш затребуваних піаністок світу. З 1962 року Давидович почала викладати в Московській консерваторії.
Вперше виступивши на Заході (Нідерланди) у 1967 році, Белла Давидович здобула популярність за кордоном. Через чотири роки піаністка провела концертний тур по Італії. Після того, як її син, скрипаль Дмитро Ситковецький, в 1977 році емігрував до США, Давидович заборонено виїжджати за кордон. Проте всього через рік їй також вдалося покинути СРСР. У 1979 році відбувся її перший концерт у Карнегі-холі, за яким послідували численні виступи як соло, так і з провідними оркестрами країни. Через кілька років Давидович прийняла американське громадянство і стала викладати в Джульярдській школі у Нью-Йорку. Також давала численні майстер-класи з фортепіано в США та Європі.
На початку перебудови Давидович стала однією з перших музиканток, які виїхали з СРСР та мали дозвіл знову виступити в Союзі. Її сольні концерти, а також камерні виступи з сином та з квартетом імені Бородіна, користувалися великою популярністю.
Давидович регулярно бере участь в журі міжнародних фортепіанних конкурсів, серед яких Конкурс імені королеви Єлизавети в Брюсселі, Конкурс імені Шопена у Варшаві, Конкурс імені Бузоні в Больцано та інші.
Белла Давидович була одружена зі скрипалем Юліаном Ситковецьким. Їхній син Дмитро також став класичним скрипалем.

## Творчість
В основі репертуару Белли Давидович — твори композиторів XIX століття (наприклад, Мендельсона, Шумана і Ліста), які вона неодноразово записувала. Її гра відрізняється жвавістю і силою, проникливістю виконання, близьким підходом до тексту і глибоким осмисленням задуму автора.

## Нагороди
- Заслужена артистка РРФСР (21.01.1972).